# 喜山白眉朱雀
喜山白眉朱雀（学名：Carpodacus thura）又称白眉朱雀，是雀形目燕雀科的一种鸟类。

## 特征
喜山白眉朱雀体重约30.99克，翼长约82毫米，嘴峰长约12.7毫米，喙宽度约6.9毫米，喙厚度约8毫米，跗蹠长约22.6毫米，尾长约71.8毫米。喜山白眉朱雀是部分迁徙的鸟类，其栖息在半开放的灌木丛中，食性为草食性。

## 亚种
- ：分布于阿富汗东北部和巴基斯坦，沿西喜马拉雅山到库马恩地区。
- ：分布于喜马拉雅山中部（尼泊尔至不丹）。[5]